# 独山県
独山県（どくざん-けん）は中華人民共和国貴州省黔南プイ族ミャオ族自治州の管轄下にある県。

## 行政区画
- 街道：井城街道
- 鎮：百泉鎮、影山鎮、基長鎮、下司鎮、麻尾鎮、麻万鎮、上司鎮、玉水鎮

## 交通

### 鉄道
- 中国国家鉄路集団
  - 黔桂線（中国語版）

（貴陽方面）- 独山駅 - 学荘駅 - 打羊駅 - 峰洞駅 - 星朗駅 - 朱石寨駅 - 麻尾駅 -（柳州方面）
  - 貴南旅客専用線（中国語版）

（貴陽方面）- 独山東駅 -（南寧方面）

### 道路
- 高速道路
  - 蘭海高速道路
  - S62 余安高速道路
  - S88 榕麻高速道路
- 国道
  - G210国道